# 最終幻想XIII系列角色列表
本列表列出在 《最终幻想XIII》及其续作《最终幻想XIII-2》和《雷霆归来 最终幻想XIII》中登场的主要角色。

## 主要角色

### 雷光（，Lightning）
聲優：坂本真綾
性別：女  年齡：21岁  身高：171cm
武器：槍劍(可變成槍)  召喚獸：奧丁(Odin) 駕馭模式：白馬(雷屬性) 水晶形狀：玫瑰
烙印處：前胸
《最终幻想XIII》和《雷霆归来 最终幻想XIII》的主角，本名為艾克蕾兒·法隆（Éclair Farron，其中「Éclair」在法文中有閃電之意）。
在《最终幻想XIII》中，原隸屬於聖府軍中警備軍裡波達姆治安聯隊的軍人，軍階為中士。妹妹莎拉·法隆（Serah Farron）被法爾希·靈魂（Fal'Cie Anima）烙上烙印而成為「路希（I'Cie)」(被「法爾希(Fal'Cie)」強行賦予一項「使命（Focus）」的人類，假如無法在時限內完成將成為「屍骸（Cie'th）」)，為把其從聖府軍流放行動中救出而決定毀滅法爾希．靈魂，但因也被烙上烙印而被迫逃離聖府軍追捕並尋找完成路希使命的方法。克服了種種糾葛、憤怒、悲痛和艱辛的苦難後，創造了超越神的奇蹟。成為「路希（I'Cie)」後，可召喚雷屬性的召喚獸「奧丁（Odin）」。
在《最终幻想XIII-2》中，在班尼拉和牙化作水晶支撐繭後，沒多久被不知名的力量帶向遙遠的時空；並從歷史中抹去。雷光在混沌之地「英烈祠」這片世界覺醒，從女神「法爾希·艾特羅（Fal'Cie Etro）」那裡獲得力量，並化身為守護死亡女神艾特羅的騎士，如同神一級的存在，與自己的召喚獸奧汀一同對抗入侵英烈祠的凱厄斯勢力。詎料莎拉為了尋找下落不明的雷光，選擇和諾艾爾踏上冒險旅程，並且在未能再見到雷光的情況下，面臨了永遠的離別。為了把妹妹的思念留在自己的心中，雷光選擇化為水晶，陷入一場深沉的永眠中，直到能拯救她的那一天來臨。
在《雷霆归来 最终幻想XIII》中，經過五百年的時間後，原本深陷永眠狀態的雷光被光明之神布涅貝哲喚醒，受到世界的呼喚決意挺身而出，成為「解放者」，在餘下13天壽命的世界，為人們解決困難以解放其靈魂，從而延長世界餘壽和引導他們前往布涅貝哲創造的新世界，並探索歷經巨變的世界背後的真相。

### 冰雪·維里耶（，Snow Villiers）
聲優：小野大輔
性別：男  年齡：24岁  身高：200 cm
武器：增幅大衣 召喚獸：濕婆（Shiva）姊妹:施蒂里雅（Styria）&妮克絲（Nix） 駕馭模式：摩托車(冰屬性) 水晶形狀：心
烙印處：左手前臂
在《最终幻想XIII》中，居於「繭」內海濱城市波達姆（Bodhum）的青年，與數名伙伴成立「諾拉」（Nora）組織對抗野生動物與聖府軍。與雷光之妹莎拉·法隆相戀，於發現莎拉被法爾希．靈魂烙上烙印成為「路希」後決心協助她完成使命。在聖府軍流放行動中協助被流放的波達姆居民反抗並欲請求法爾希·靈魂把莎拉變回人類，但因也被烙上烙印而被迫逃離聖府軍追捕並尋找完成自己及莎拉使命的方法。成為「路希」後，可召喚冰屬性的召喚獸「濕婆（Shiva）」姊妹「施蒂里雅（Styria）」與「妮克絲（Nix）」。
在《最终幻想XIII-2》中，在最後戰役結束之後，獨排眾議相信莎拉的說法，認為雷光並未化為水晶依然存活在這個世間，因此將代表婚約的項鍊交給莎拉保管後，獨自一人踏上尋找雷光的旅程。是名樂天有男子氣概與群眾魅力的人，雖然還是像以前一樣有點衝動無謀，不過擁有足以彌補這項缺點的實力。雖然與前作中的位置不同，但身上有著「路希」的烙印。
在《雷霆归来 最终幻想XIII》中，成為世界上僅存的一名「路希」，擁有遭詛咒的力量。對無力拯救莎拉此事萬分悔恨，雖領悟到世界將邁向末日，但仍以悠斯南的太守身分，持續守護了城鎮500年。

### 約爾芭·黛亞·班尼拉（，Oerba Dia Vanille）
聲優：福井裕佳梨
性別：女  年齡：19岁（+約600年，外表為約17歲）  身高：161 cm
武器：椏叉 召喚獸：海克頓蓋爾（Hecatoncheir） 駕馭模式：魔導護甲(土屬性) 水晶形狀：蘋果
烙印處：臀部
在《最终幻想XIII》中，故事開始數百年前為下界大脈衝「約爾芭鄉（Oerba）」之村民，家人均在「繭」與下界之間的戰爭中喪生，在孤兒院與遭遇相同之牙（Fang）成為好友，在得知牙希望成為「路希」以獲得力量保護自己和下界後決心也成為「路希」。法爾希．靈魂賦與二人足以毀滅「繭」的力量並給予二人毀滅「繭」的使命，但在牙能毀滅「繭」前另一法爾希「法爾希·艾特羅（Fal'Cie Etro）」因同情「繭」內人民，而把二人水晶化。班尼拉數百年後從水晶化中醒來，因不願為「繭」帶來傷害而登上流放行動的列車前往下界。
成為「路希」後，可召喚土屬性召喚獸「海克頓蓋爾（Hecatoncheir）」。
在《最终幻想XIII-2》中，在前作的結局裡，與牙聯合發動自身的力量，令瀕臨崩塌的繭化作水晶矗立於大陸上，自身亦變成水晶，懸浮在水晶化的「繭」裡，完成兩百年前未盡的使命。最后与牙出现帮助塞拉离开梦境。
在《雷霆归来 最终幻想XIII》中，經過數百年後再次甦醒恢復人形，因為擁有聆聽死者之風的能力而被神祕教團「救世院」奉為聖女，受到教團的保護。

### 薩茲·卡茲羅伊（，Sazh Katzroy）
聲優：江原正士
性別：男 年齡：40岁(《最终幻想XIII》)→43岁(《最终幻想XIII-2》) 身高：189cm(※包含頭髮在內)
武器：手槍(兩把) 召喚獸：布倫希爾德（Brynhildr） 駕馭模式：方程式賽車(火屬性) 水晶形狀：羽毛
烙印處：前胸
其妻於三年前過世，育有一名六歲的兒子多吉（Dajh），其子一天表示希望能見到聖府的「法爾希」，因此二人前往「繭」旅遊區艾烏利特峽谷（Euride Gorge），法爾希·克賈達（Fal'Cie Kujata）所在地，多吉最終被烙上烙印成為「路希」並被聖府軍捕獲作測試用途。為替其子完成「使命」，薩茲決定逃離聖府軍監視並登上流放行動的列車前往下界。成為「路希」後，可召喚火屬性的召喚獸「布倫希爾德（Brynhildr）」。
在《最终幻想XIII-2》中，游戏最后出现接应塞拉和诺埃尔。
在《雷霆归来 最终幻想XIII》中，以墜落後經手改造的飛空挺為家，與兒子多吉相依為命。對從世界開始崩壞後便一直沉睡，自己卻無力拯救的多吉感到自責，這幾百年之間一直辛勞不斷。

### 霍普·埃斯特海姆（，Hope Estheim）
聲優：梶裕貴
性別：男  年齡：14岁(《最终幻想XIII》)→24岁(《最终幻想XIII-2》，※莎拉穿越時空到AF010遇到時的年齡)
身高：153cm(《最终幻想XIII》)→180cm(《最终幻想XIII-2》)
武器：空翼 召喚獸：亞歷山大（Alexander） 駕馭模式：要塞(無屬性) 水晶形狀：星
烙印處：左手手背
在《最终幻想XIII》中，聖府軍流放行動展開前數天與母親諾拉（Nora）到沿海城市波達姆渡假，在聖府軍於市內發現法爾希．靈魂後，二人被捲進流放行動而被送上前往下界的列車。列車受到雷光的阻止後，二人及其他被流放的波達姆居民被冰雪及其「諾拉」伙伴救下，部分居民（包括諾拉）自願協助反抗聖府軍但最終失敗。行動中諾拉因不願拖累冰雪而犧牲，霍普在目擊整個過程後認為冰雪要為其母之死負責，決定追上冰雪，最終也被法爾希．靈魂烙上烙印成為「路希」，為向冰雪復仇決心與雷光一同行動，但到後面對冰雪漸漸改觀。成為「路希」後，可召喚無屬性的召喚獸「亞歷山大（Alexander）」。
在《最终幻想XIII-2》中，在前作的結局後（雷光消失後），在支撐繭的水晶柱下找到了原本應該在雷光身上的護身匕首，並交給了莎拉，和諾艾爾一樣因為時間悖論的關係所以認為雷光和班尼拉及牙都變成水晶並支撐著繭。在前作中原本還是名弱氣的少年，不過在莎拉穿越時空來到離前作結局10年後的世界（AF010）時，他已經是名可以獨當一面的青年學者。雖然年紀輕輕，但靠著過人的努力而展露頭角，如今已經是「繭」復興研究組織「學院」第1研究單位的主任，舉止充滿紳士風度且吃苦耐勞，在同僚中相當有人望。
在調查古代遺跡時發現「時空變異」的存在，並對此現象進行深入研究。因為過去發生許多讓他感到後悔的事件，因此在發現時空變異後，他打算藉由此現象來扭轉這些事件的結局。
此外霍普和劇情主題「為了再生而祈禱（再生への祈り）」有很大的關連，是劇情的關鍵人物。
在《雷霆归来 最终幻想XIII》中，從方舟守護被萬能神布涅貝哲選上，協助成為「解放者」的雷光，霍普會對這趟旅程提供許多指引。雖不知為何姿態會變回當年邂逅時的少年模樣，卻經常給予確切的建議，是非常靠得住的夥伴。

### 約爾芭·瑜·牙（，Oerba Yun Fang）
聲優：安藤麻吹
性別：女  年齡：21岁 (+約600年）  身高：175 cm
武器： 召喚獸：巴哈姆特（Bahamut） 駕馭模式：黑飛龍(無屬性) 水晶形狀：花瓣
烙印處：右肩
在《最终幻想XIII》中，故事開始數百年前為下界大脈衝「約爾芭鄉」之村民，家人均在「繭」與下界之間的戰爭中喪生，在孤兒院與遭遇相同之班尼拉成為好友，因希望獲得力量以保護自己和下界而決心成為「路希」。法爾希．靈魂賦與牙足以毀滅「繭」的力量並給予毀滅「繭」的使命，但在牙能毀滅「繭」前另一法爾希「法爾希·艾特羅（Fal'Cie Etro）」因同情「繭」內人民，而把二人水晶化。數百年後，牙從水晶化中醒來發現自己烙印已被燒去，但班尼拉之烙印仍然生效，為了阻止班尼拉因無法完成使命而成為屍骸，決定毀滅為「繭」提供能源的法爾希．克賈達，二人被聖府發現後牙被聖府騎兵隊擒獲（班尼拉在牙堅持下成功逃走），由於騎兵隊與聖府軍並非盟友，牙因此與騎兵隊一同行動。成為「路希」後，可召喚無屬性的召喚獸「巴哈姆特（Bahamut）」。
在《最终幻想XIII-2》中，在前作的結局裡，與班尼拉聯合發動自身的力量，令瀕臨崩塌的繭化作水晶矗立於大陸上，自身亦變成水晶，懸浮在水晶化的繭裡為了支撐瀕臨崩解的「繭」，完成兩百年前未盡的使命。遊戲最後與班尼拉出現幫助莎拉離開夢境，並引導莎拉前往諾艾爾的故鄉，拯救同樣被困在夢境中的諾艾爾。
在《雷霆归来 最终幻想XIII》中，經過數百年後再次甦醒恢復人形，住在死亡沙丘的法外都市拉斐安，成為一隊盜賊團的首領，尋找著聖寶。

### 莎拉·法隆（，Serah Farron）
聲優：壽美菜子
性別：女  年齡：18岁(《最终幻想XIII》)→21岁(《最终幻想XIII-2》) 身高：164 cm
武器：弓箭(可變成劍)
烙印處：左上臂
水晶形状：淚
《最终幻想XIII-2》的女主角，雷光的妹妹，時常為姐姐操心。
在《最终幻想XIII》中，冰雪的未婚妻，但是作為姐姐的雷光並不認同兩個人結婚，之后变成了「路希」，完成路希的使命後變成了水晶並獲得傳說的永生。
在《最终幻想XIII-2》中，在前作最後「繭」崩壞之後，與諾拉的成員一同移居大脈衝，在與波達姆地形相似的海岸線區域建立的新家園「新波達姆」，擔任教師教導孩童課業，曾被諾艾爾形容「溫柔時比誰都還要溫柔，但兇起來就是另一回事」。不知道什麼原因，還保留著雷光還活著的「真實的記憶」，相信雷光依然活著的莎拉，為了尋找失蹤的雷光，而與諾艾爾和莫古利一同踏上穿越時空的尋姐之旅。雖然外表看似柔弱，但實際上是個心智堅強的少女，性格溫柔體貼且真摯誠懇。幽兒曾對莎拉說「妳和我是一樣的，如果是妳的話一定也能指引我們。」。最後因為死亡女神「艾特羅」之眼的能力的影響，預見未來的同時亦耗盡壽命而死去。

#### 莫古利（，Moogle）
聲優：諸星すみれ
神秘的生物，為了保護莎拉(Serah)而與莎拉一同旅行，可以變身成劍或弓作為武器。
具有尋找寶箱與發現敵人的能力，在旅途中教導莎拉與諾艾爾各種知識。
來自英烈祠的生物，口頭禪是「咕波」，但是會說人話；本作莫古利是設定為為了守護莎拉一同旅行的存在
個性趨於保守，但算是很多話的類型，隨時提供莎拉和諾艾爾旅行中各種知識
在《最终幻想XIII-2》中，莎拉的莫古利是從雷光的世界來幫助她的，會為了保護莎菈而變化成武器與一起戰鬥，不但具備淵博的冒險知識，還能發揮不可思議的力量來尋找寶物與偵測敵人，其真面目隱含著重大的秘密。
在《雷霆归来 最终幻想XIII》中，被混沌的漩渦吞噬，迷惘在時空夾縫時，與意外相遇的夥伴們建造了「莫古利之里」，目前正擔任里長。很長一段時間都一直不斷後悔當初未能拯救莎拉。

### 諾艾爾·克萊斯（，Noel Kreiss）
聲優：岸尾大輔
性別：男  年齡：18歲  身高：185 cm
武器：雙劍(可變成長槍)
《最终幻想XIII-2》的主角，名字諾艾爾(Noel)有著誕生和冬天的意思；出身自大脈衝，以獵人身份過著狩獵魔物的日子，個性開朗有真誠坦率。
在《最终幻想XIII-2》中，是來自未來(AF700)世界毀滅後的最後一個人類(倖存者)，在遇到莎拉之前就與雷光相識，帶著雷光所託付的護身符莫古利從未來穿越時空來到現今(AF003)，知道如何讓莎拉見到雷光，所以帶著莎拉去尋找雷光。過去因為某件事情和凱厄斯扯上關係，但記憶受到「時間悖論(タイムパラドックス，Time Paradox)」的影響，所以對於未來會發生什麼事情也不是很清楚，不過在旅程中逐步地改變歷史，未來就會變得更確定，而與凱厄斯的相關記憶就越來越明確。
在《雷霆归来 最终幻想XIII》中，認為是自己會害世界走向崩壞而感到十分自責，受這份罪惡感影響，一直從社會的黑暗面努力維持治安，曾幾何時起開始被暱稱為「黑暗的獵人」。

## 諾拉（，Nora）
是許多不願受規則拘束、嚮往自由生活的年輕人所組成的組織。在《最终幻想XIII》中由老大冰雪率領與聖府軍作戰，在繭崩壞後與波達姆市民移居大脈衝，在與波達姆地形相似的海岸線區域開拓了新家園「新波達姆」。
卡多（Gadot）
聲優：佐藤美一
性別：男
年齡：21岁(《最终幻想XIII》)→24岁(《最终幻想XIII-2》)
身高：192 cm
從小時候便與冰雪在一起，親同手足，「諾拉」的副隊長。
蕾布蘿（Lebreau）
聲優：淺川悠
性別：女
年齡：19岁(《最终幻想XIII》)→22岁(《最终幻想XIII-2》)
身高：168 cm
和卡多一樣，與冰雪從小青梅竹馬，諾拉唯一的女性。外表剛強，心地善良。
馬基（Maqui）
聲優：成瀬誠
性別：男
年齡：17岁(《最终幻想XIII》)→20岁(《最终幻想XIII-2》)
身高：162 cm
銀髮少年，擅長玩機器，加入「諾拉」的少年。
優朱（Yuj）
聲優：羽多野涉
性別：男
年齡：19岁(《最终幻想XIII》)→22岁(《最终幻想XIII-2》)
身高：181 cm
藍髮少年，喜歡時髦，加入「諾拉」的少年。

## 聖府陣營（）
嘉連斯·戴斯利（Galenth Dysley）
聲優：篠塚勝
性別：男
身高：185 cm
統治「繭」的聖府代表。為了防止民間動亂而親自發動「將與脈衝有關的人們通通驅除」的決定者。
真實身分為「法爾希·巴爾多安狄爾斯（Fal'Cie Barthandelus）」。

### 警備軍（）

#### 廣域即應旅團/騎兵隊（）
希德·雷恩斯（Cid Raines）
聲優：中村悠一
性別：男
身高：199 cm
烙印處：右手手背
路希，聖府軍准將，率領聖府軍騎兵部隊深受部下信賴，對於聖府的作風頗有不滿。
利古迪（Rygdea）
聲優：加瀨康之
性別：男
身高：180 cm
雷恩斯的部下，官階為大尉。

#### 波達姆治安聯隊（）
艾磨達（Amodar）
聲優：うえだゆうじ
性別：男
身高：186 cm
是雷光過去的直屬上司。在《Final Fantasy XIII-2》中，作為「熱斗！頭腦大戰」小遊戲的主持人登場。

### PSICOM（）
楊格·羅修（Yaag Rosch）
聲優：東地宏樹
性別：男 身高：190 cm
聖府軍中校，率領聖府軍精銳部隊「PSICOM」的指揮官。為了守護「繭」的和平與安定而存在「路希」。與雷光等人對戰，但卻擁有強烈的正義感。
姬爾·娜芭特（Jihl Nabaat）
聲優：園崎未恵
性別：女 身高：166 cm
聖府軍中校，率領聖府軍精銳部隊「PSICOM」的指揮官。與美貌的外表所不相符的是其性格的冷酷與殘忍。十分贊成遣送政策。

## 關鍵人物

### 凱厄斯·巴拉德（，Caius Ballad）
聲優：白熊寬嗣
性別：男  年齡：不明
《最终幻想XIII-2》中的反派，對於雷光所在的英烈祠及莎拉等人所在的世界，都會造成影響的敵人。因擁有死亡女神「艾特羅」的心臟－－「混沌的心臟」，所以擁有不死之身，而且能夠利用女神的心臟變身成「巴哈姆特 混沌」。此外，凱厄斯對諾艾爾來說是因為過去的某件事情而和他扯上關係，但對莎拉來說，他是未來的人。和諾艾爾曾是亦師亦友的關係。
在《雷霆归来 最终幻想XIII》中，500年前，在死亡世界英烈祠與雷光對峙，並打倒了雷光的男人。體內藏有司掌死亡女神「艾特羅」的心臟，在跟莎拉與諾艾爾的決戰中，借助同為時頌一族的守護者諾艾爾之手貫穿心臟，令世界陷入一片混沌中的罪魁禍首。在雷光集合所有靈魂之力量消滅布涅貝哲後，凱厄斯與一眾幽兒選擇取代死亡女神以維持世界的平衡，只有幽兒的最後一個轉世體因希望與諾艾爾在一起而被釋放。
製作人有表示凱厄斯將是FF系列史上最強的敵人。

### 帕朵拉．奴斯．幽兒（，Paddra Nsu Yeul）
聲優：伊瀬茉莉也
性別：女  年齡：15
銀髮少女，凱厄斯為其守護者，被女神艾特羅授與能片斷望見未來，以及不斷轉世的特殊能力，又名「時頌人巫女」的少女。但相對每一看見未來即會減損壽命，因此存在於每個時代的幽兒年紀輕輕及死亡。是第一位從艾特羅之血誕生的人類。
此外和在《最终幻想XIII》中的「殘缺不全的章節(斷章)」的第04章「天地之鬥爭(天地の闘争)」中提到的奴斯氏族之巫女「帕朵拉．奴斯．幽兒（Paddra Nsu Yeul）」極有可能是同一個人。
在《雷霆归来 最终幻想XIII》中，將解放凱厄斯的靈魂的願望託付給雷光。在雷光集合所有靈魂之力量消滅布涅貝哲後，凱厄斯與一眾幽兒選擇取代死亡女神以維持世界的平衡，只有幽兒的最後一個轉世體因希望與諾艾爾在一起而被釋放。
製作人有表示幽兒是與凱厄斯有深刻關聯的人物，而且扮演著很重要的角色。

### 露蜜娜（，Lumina）
聲優：伊藤加奈惠
神似雷光之妹--莎拉的神祕少女。
在《雷霆归来 最终幻想XIII》中，總是神出鬼沒地在各種場合出沒，反覆無常的行動經常攪亂雷光與世界。但是有些时候会给予雷光帮助与引导，是莎拉灵魂的归宿（容器）。延续了被雷光抛弃的习惯，弱小和幼小。（结局中，雷光跟露蜜娜的对话将会看到。）

### 布涅貝哲（，Bhunivelze）
聲優：梶裕贵
光明之神、全能之神。依序創造了法爾希·脈衝、法爾希·艾特羅和法爾希·林澤，之後進入沉睡。在《雷霆归来 最终幻想XIII》中，在睡夢中把沉睡五百年了的雷光喚醒，作為只餘下13天壽命之世界的解放者，讓雷光為人們解決困難以解放其靈魂，從而延長世界餘壽和引導他們前往布涅貝哲創造之新世界。霍普·埃斯特海姆則被布涅貝哲選上，於方舟內協助雷光的旅程。為了使二人更合適其職責，布涅貝哲奪去了二人大部分情感，也把霍普外貌回復至14歲時的少年模樣。

## 法爾希（）

### 繭的法爾希（）
負責維持在「繭」內居民的日常生活，對「繭」的居民而言，繭的法爾希是他們的守護者。另一方面，配合「聖府」的宣傳，將下界「大脈衝」的法爾希形容為企圖毀滅「繭」的壞人，因此「繭」內的居民十分害怕「大脈衝」的法爾希及路希。
法爾希·伊甸
整個「繭」的基礎，管理為數眾多之法爾希的存在。除了透過監督法爾希的方式來維持「繭」內居民的生活，一方面也參與「聖府」的政治，並視需求修正政策方向。
法爾希·鳳凰
又翻譯成「法爾希·不死鳥」。於「繭」內天空中央位置閃耀的法爾希，提供光與熱，負有如太陽般職責。「繭」的其它氣象變化也受到其管理，擁有眾多負責控制風、雨的法爾希部下。
法爾希·克賈達
管理艾島特峽谷的能源爐，供應臨近都市動力的法爾希。由於是少數位於人類可見之處的法爾希，因此成為峽谷的重要觀光點。在故事開始的8天前，由於對下界路希之敵意產生反應，而在600多年後再次製造出屬於聖府的路希。
法爾希·卡班克爾
位於商業都市帕魯姆波魯姆(Palumpolum)地下的食物培養廠之中樞。除照亮地下空間、有效率的供給農作物所需水分及營養促進其生長，也會生產動物性蛋白質，為「繭」之市民飲食的供應者。
法爾希·巴爾多安狄爾斯
厭倦了自己的使命的法爾希，為了擺脫使命，從而企圖用繭裡所有人類的生命獻祭，利用瞬間大量的死亡來打開不可見世界之門，讓女神「穆因」從不可見世界回歸，從而讓「布涅貝哲」從永眠中覺醒，重新賦予它使命。但因為與掌控著「繭」核心的法爾希·孤源同為法爾希，無法直接攻擊同類，因此展開一個秘密計畫，這也是《最终幻想XIII》的劇情。
法爾希·米娜瓦
法爾希·孤源
掌控著「繭」核心的法爾希。是所有其他繭裡面法爾希的能量源泉，並且支撐著繭的漂浮。

### 大脈衝(Gran Pulse)的法爾希（）
法爾希·靈魂
又翻譯為法爾希·阿尼瑪，保護人類的法爾西，防止人類受到魔物的傷害。500年前默示戰爭中被上界打敗，作為修補繭材料被帶到了上界。他的離開使得下界人類缺乏保護而被滅絕。
之後在「繭」的都市波達姆（Bodhum）之異跡最深處被發現。原本混在用以修補「繭」外殼而從大脈衝拉入「繭」內的物資之中，在不為人知的狀態下沉睡長達六百年。但在故事開始的13天前覺醒。深入異跡的莎拉與前來調查異跡的PSICOM士兵等「繭」之居民，陸續被覺醒的法爾希.靈魂變為路希。在法爾希.靈魂所在之異跡與波達姆及其居民一同遭到淨化的途中，法爾希.靈魂被雷光一行人擊破，但仍以最後的力量將雷光等人也變為了路希。
法爾希·亞特蒙斯
位於大脈衝地底下以高速旋轉方式到處移動，仿佛在進行開拓的法爾希。在過去，大脈衝中的居民會將亞特蒙斯所挖出的坑道當成礦物採掘場利用，馬哈巴拉坑道就是其中之一。
法爾希·俾斯麥
會利用水流的侵蝕力來切裂大地，守護著水脈。
法爾希·達哈卡
在天空中飛舞，仿佛在尋找某個事物的法爾希。
法爾希·泰坦
掌管著大脈衝的生態體系，透過將弱小種族納入體內創造出新種族的方式來調整生態平衡，帶領大脈衝中的生物邁向進化之道。

### 水晶神話的法爾希（）
「光明之神」布涅貝哲是殺死「母神」穆因得到了世界的神，認為世界萬物都註定要迎接毀滅的命運是「母神」穆因的詛咒，為了尋找在「看不見的世界(不可視世界)」的穆因而創造三位神祇（等同神的最高級法爾希），之後祂變成水晶沉睡。
法爾希·艾特羅（Fal'Cie Etro）
水晶神話中出現的神祇，被人們稱為「死亡女神」、「死亡與混沌的女神」。與萬物之母的女神「穆因」極為相似，被「光明之神」布涅貝哲厭惡，並未賜予她力量與使命，是個無力的女神。她悲傷的自刎，因此進入「看不見的世界(不可視世界)」，遇見「母神」穆因，並接替她成為混沌的協調者。而自刎時灑出的鮮血裡誕生了人類，她將混沌賜予人類，構成人類的心靈（靈魂）。相當親近人類，在《最终幻想XIII-2》中賦予了雷光力量，而雷光也成為守護女神艾特羅聖殿的騎士。
除了在水晶神話中有出場外，在前作《最终幻想XIII》遊戲中的自動記事本「殘缺不全的章節」中也出現過很多次。
法爾希·脈衝（Fal'Cie Pulse）
水晶神話中出現的神祇，被人們稱為「全能的支配者」、「粗暴之神」。使命是切開世界，尋找不可視世界的門，負責開拓表面世界，試圖從物理介面找到不可見世界的大門。另外還製造大量聖櫃與兵器準備去攻打不可視世界。具有形同無限的力量，並且創造無數具有超常能力的僕人「法爾希」，其僕人「法爾希」們開拓了廣闊大陸，那片荒野被稱為「大脈衝」。
在《最终幻想XIII》遊戲中的自動記事本「殘缺不全的章節」提到，已經離開了這個世界。
法爾希·林澤（Fal'Cie Lindzei）
又翻譯成「法爾希·燐世」。水晶神話中出現的神祇，被人們稱為「守護者」、「智慧之神」、「賢明之神」。使命是保護「布涅貝哲」不受各方的威脅，並命它在時機成熟時將祂喚醒。第二使命是尋找不可視世界的門，試圖從靈魂介面找到不可見世界的大門。具有形同無限的力量，並且創造無數具有超常能力的僕人「法爾希」，其僕人「法爾希」們在天空建築都市以馴養人類，這座空中都市被稱為「繭」。
在《最终幻想XIII》遊戲中的自動記事本「殘缺不全的章節」提到，已經離開了這個世界。
在《雷霆归来 最终幻想XIII》遊戲中的自動記事本「神話」中的「壁畫：人類的誕生與死亡」提到，他利用艾特羅女神流出的血液創造人類的身軀。

## 其他人物
多吉·卡茲羅伊（Dajh Katzroy）
聲優：鵜澤正太郎
性別：男
年齡：6岁
身高：117 cm(※包含頭髮在內）
烙印處：右手手背
薩茲的兒子，長的和父親非常像，3歲時母親去世。
在《最终幻想XIII》中，被烙上烙印成為「路希」並被聖府軍捕獲作測試用途，完成路希的使命後變成了水晶並獲得傳說的永生。
在《雷霆归来 最终幻想XIII》中，在世界崩壞後便陷入長達幾百年的沉睡。
小陸行鳥（Chocobo chick）
多吉的寵物，陸行鳥的幼體。
諾拉·埃斯特海姆（Nora Estheim）
聲優：松下こみな
性別：女
身高：163 cm
霍普的母親。在《最终幻想XIII》中，聖府軍流放行動展開前數天與兒子霍普到沿海城市波達姆渡假，在聖府軍於市內發現法爾希．靈魂後二人被捲進流放行動而被送上列車前往下界。列車受雷光阻止後二人及其他被流放的波達姆居民被冰雪及其「諾拉」夥伴救下，部分居民（包括諾拉）自願協助反抗聖府軍但最終失敗，行動中諾拉因不願拖累冰雪而犧牲。
巴薩羅穆·埃斯特海姆（Bartholomew Estheim）
聲優：相沢正輝
性別：男
身高：178 cm
霍普的父親。

### 學院（）
是一個挖掘歷史與過去的技術，並在《最终幻想XIII-2》沒有法爾希的世界中尋找能夠善以運用的能源之學術調查團體，據說還有在尚未開拓的大地「大脈衝」的遺跡進行古代技術的調查。
艾莉莎·賽德（Alyssa Zaidelle）
聲優：日笠陽子
性別：女  年齡：不明
在《最终幻想XIII-2》中，負責輔佐霍普的研究員(算是霍普的學妹)，個性開朗，在學院中似乎有如偶像一般的存在。自身是因為時間悖論而存在，所以特別去研究時間悖論的相關理論，並暗中阻饒莎拉一行人的旅程。遊戲劇情後面因為莎拉一行人修正時間悖論，使得她消失，在官方小說《Final Fantasy XIII-2 Fragments Before》與《Final Fantasy XIII-2 Fragments After》中提到，取代她的是原本存在，但因為時間悖論而死去的艾莉莎摯友。

### 小說中登場人物
以下角色皆為小說「FINAL FANTASY XIII Episode Zero -Promise-」中登場的角色。
雷光的母親
小說中登場自「遭遇（ENCOUNTER）」雷光的回憶中；在6年前（也就是雷光15歲時）病逝；這也讓雷光只剩莎拉這唯一的親人，所以讓雷光迫切的想要成為大人來保護莎拉，於是決定捨去雙親所給的名字，從此自稱「雷光」。
雷光的父親
小說中登場自「遭遇（ENCOUNTER）」雷光的回憶中；在雷光還小時候時就逝世了。雷光的印象中父親是個「臉上一直掛著開朗的笑容，但是個稍微靠不住的人；個性樂觀又是個好好先生，雖然是個有行動力的人，不過絕對不是腳踏實地的類型。」當然，這是在雷光長大之後才了解到的；因為小時候雷光非常喜歡那樣的父親，不過，雷光也想過要是父親稍微活久一點的話，自己應該會對父親的樂觀個性採批判的態度。
凱
小說中登場自「朋友（FRIENDS）」霍普的回憶中；霍普過去的朋友之一。
艾莉妲
小說中登場自「朋友（FRIENDS）」霍普的回憶中；霍普過去的朋友之一。
哈爾
小說中登場自「朋友（FRIENDS）」霍普的回憶中；比凱年幼三歲的弟弟，霍普過去的朋友之一。
桑妮雅
小說中登場自「禮物（PRESENT）」；與冰雪來自同一個設施的前輩，比冰雪年長三歲。

## 外部連結
- Final Fantasy XIII Official Japanese website
- Final Fantasy XIII Official North American website
- Final Fantasy XIII Official European website
- FINAL FANTASY XIII-2 Official Japanese website （日語）
- FINAL FANTASY XIII-2 Official North American website （英文）
- Final Fantasy XIII-2 Official European website （英文）
- LIGHTNING RETURNS: FINAL FANTASY XIII Official Japanese website （日語）
- LIGHTNING RETURNS: FINAL FANTASY XIII Official English portal site （英文）